# Dragodol
Dragodol (en serbe cyrillique : Драгодол) est un village de Serbie situé dans la municipalité d’Osečina, district de Kolubara. Au recensement de 2011, il comptait 512 habitants.

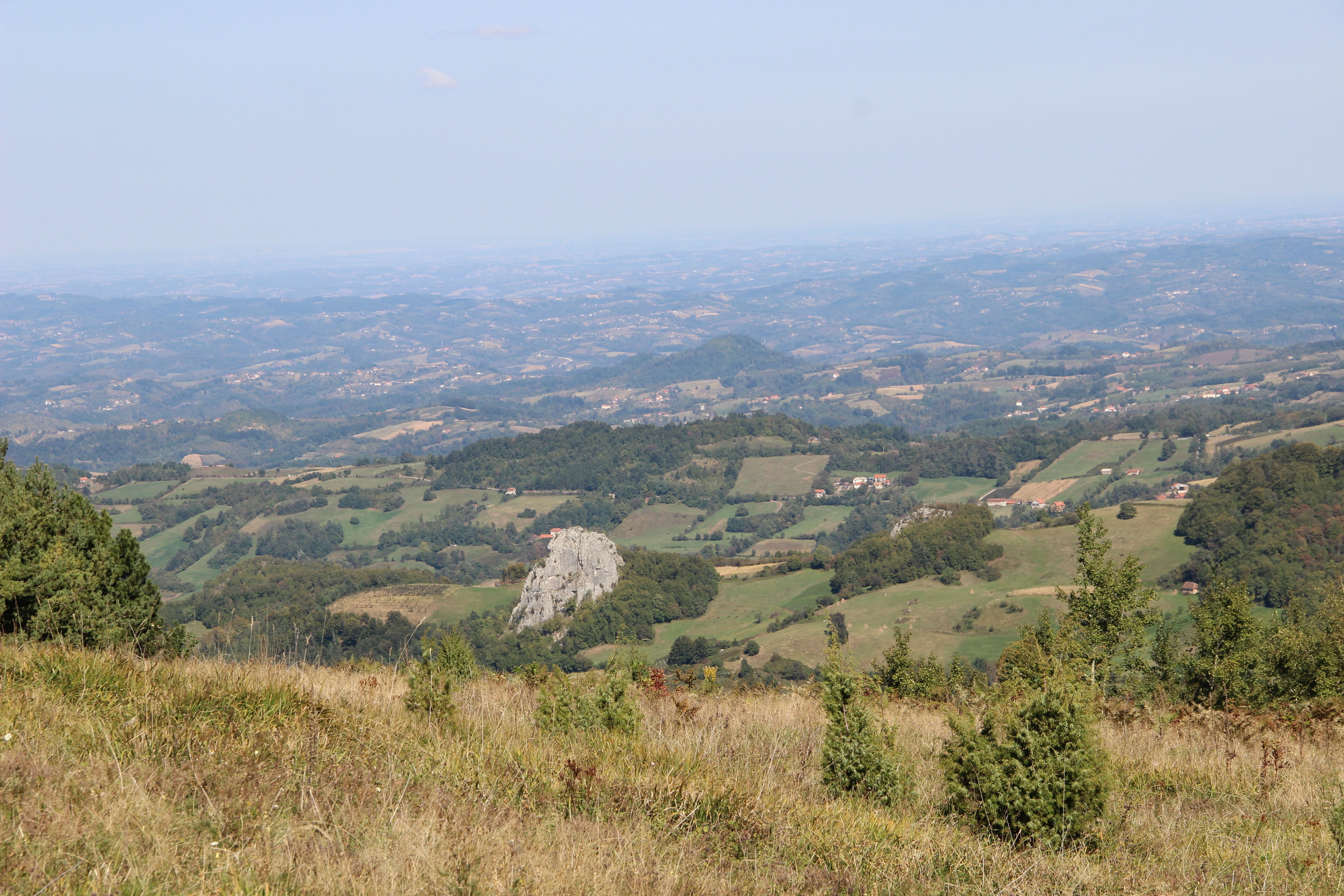
Dragodol - panorama
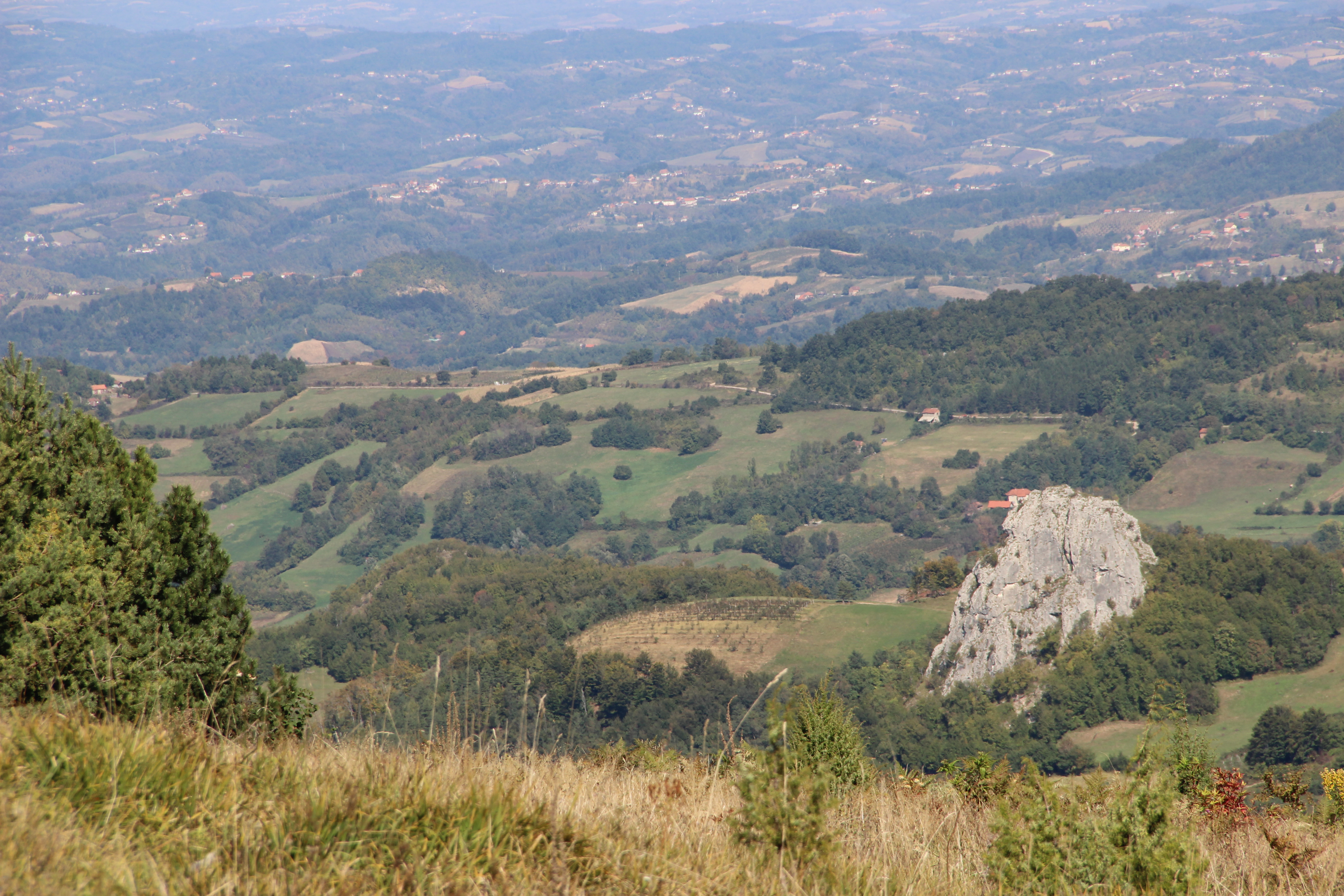
Dragodol - panorama
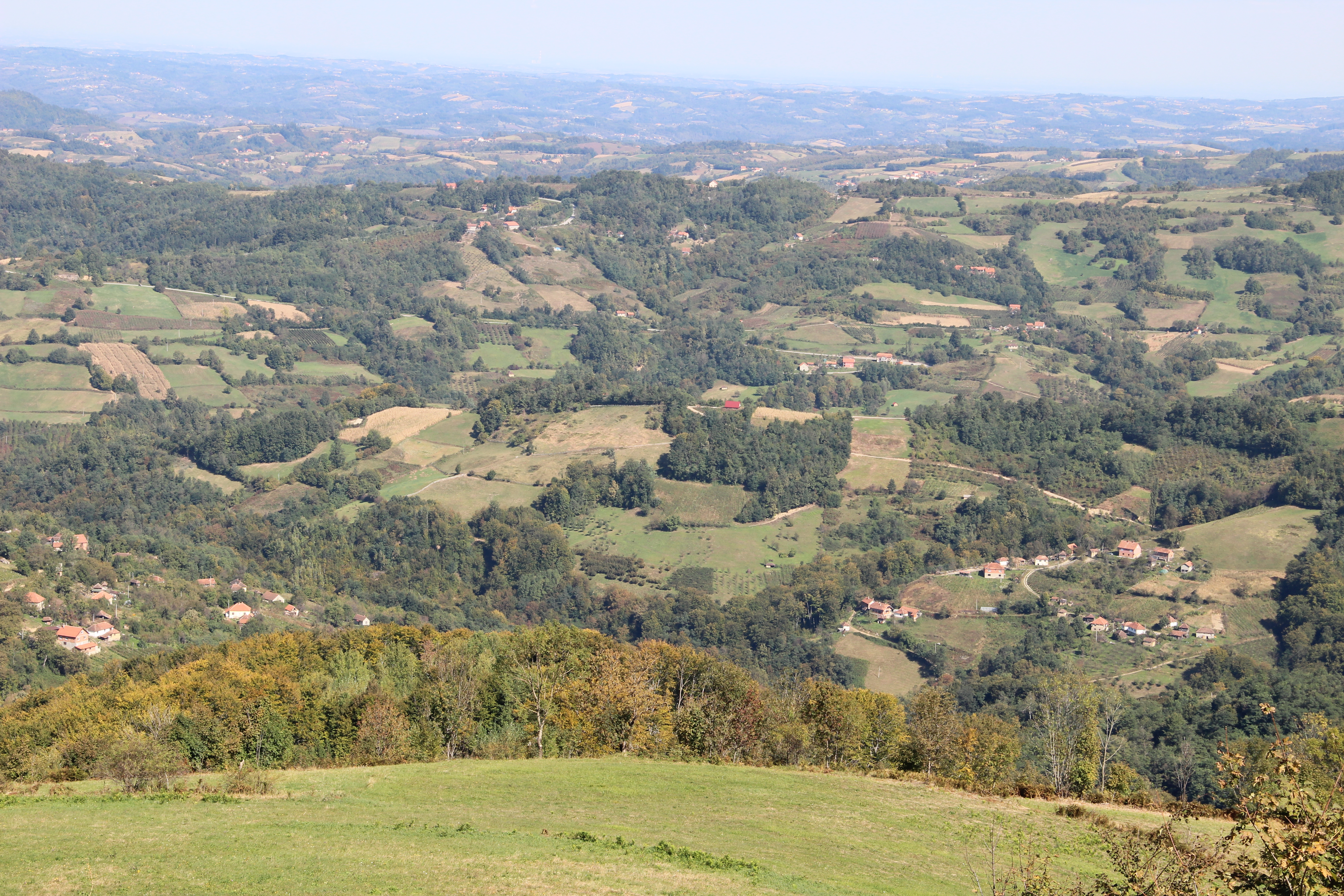
Dragodol - panorama
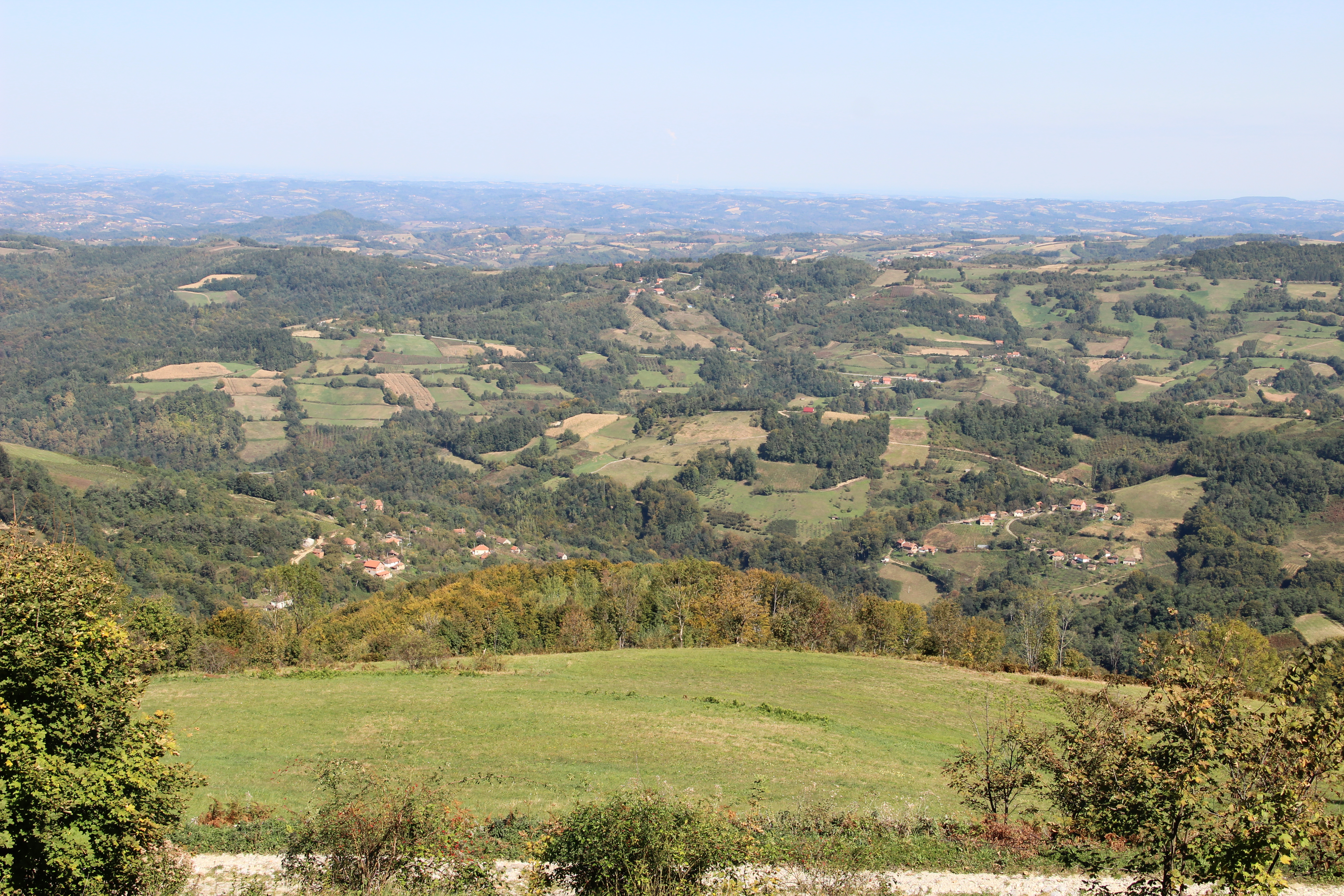
Dragodol - panorama
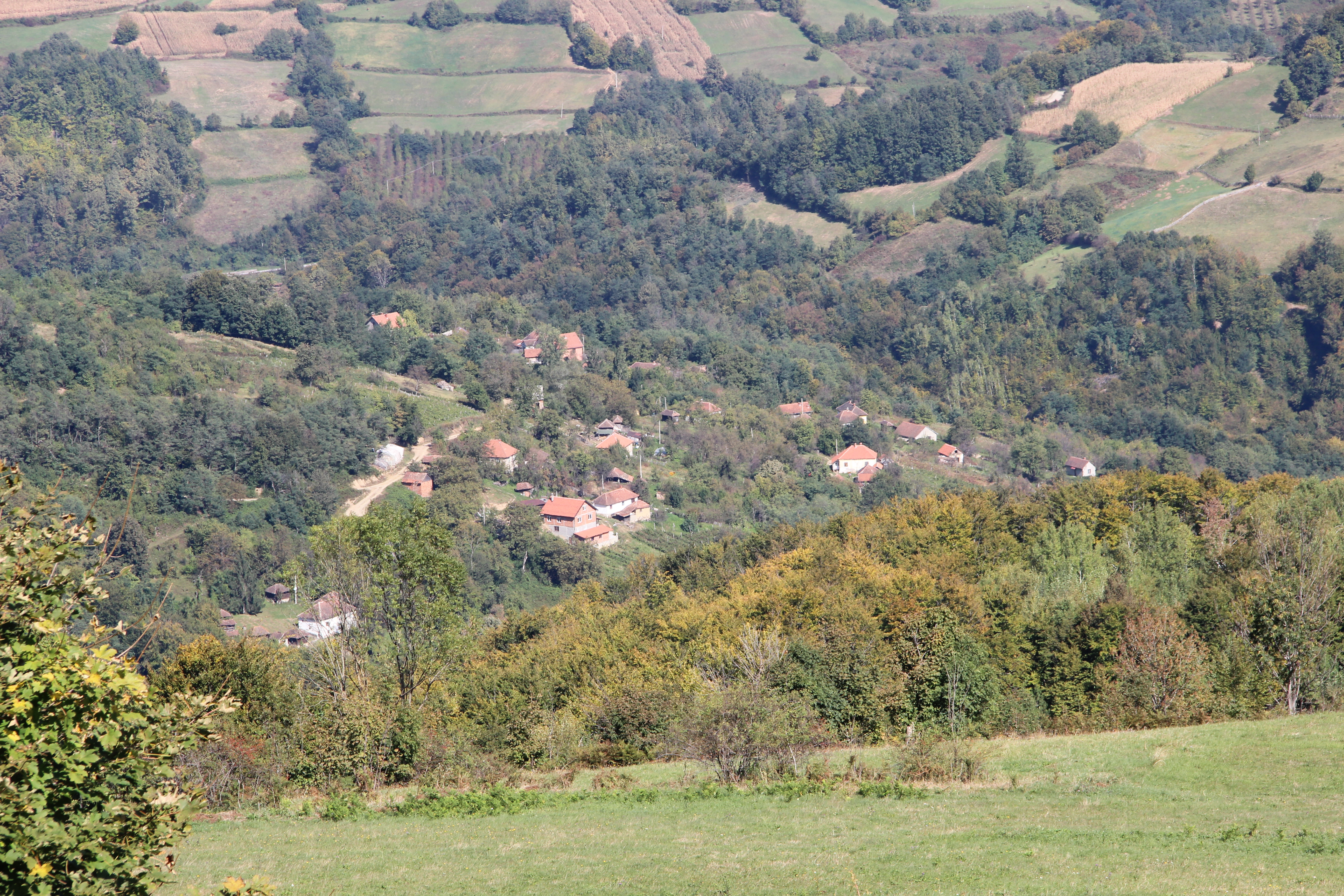
Dragodol - panorama
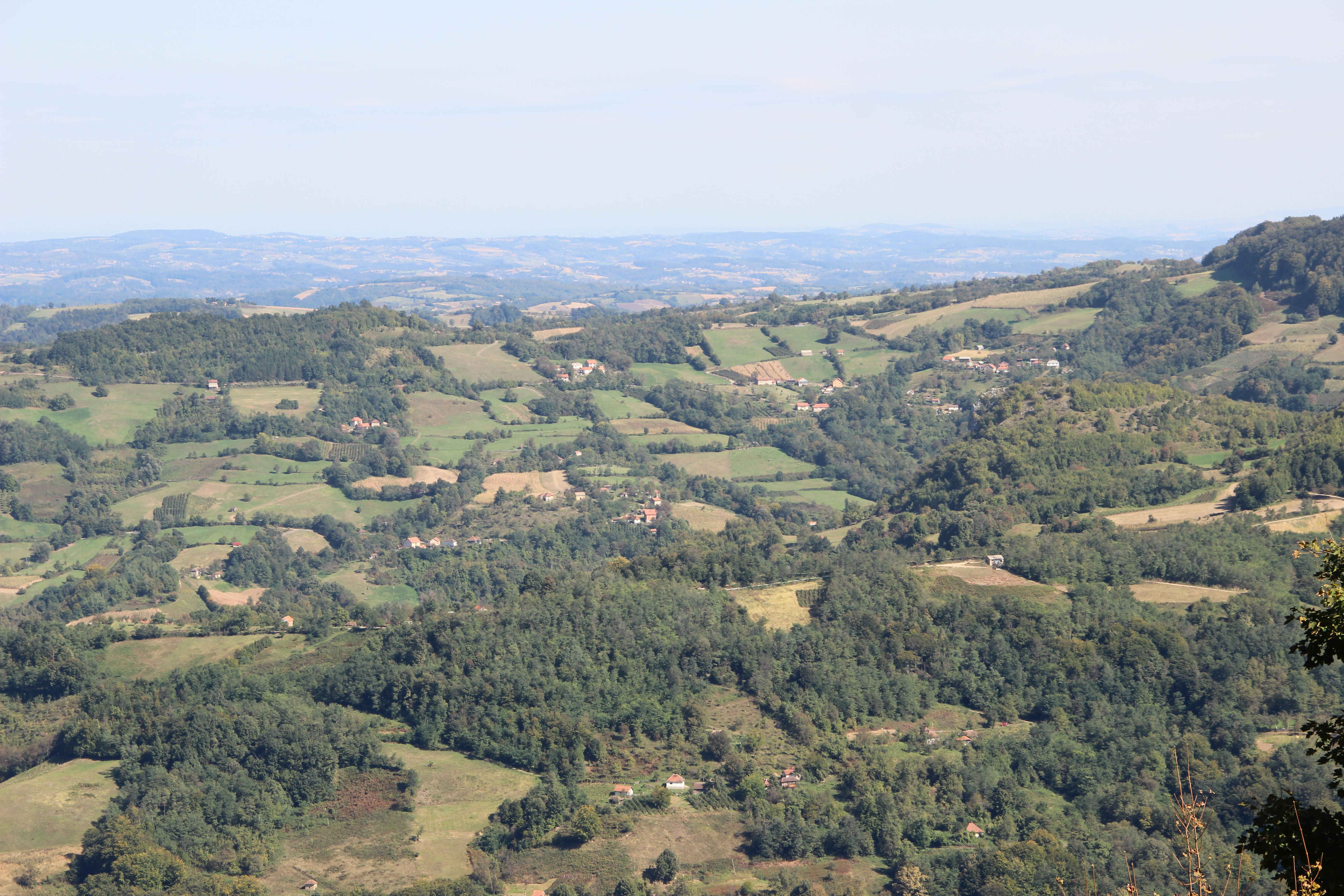
Dragodol - panorama

## Démographie
| 1948  | 1953  | 1961  | 1971  | 1981 | 1991 | 2002 | 2011 |
| ----- | ----- | ----- | ----- | ---- | ---- | ---- | ---- |
| 1 380 | 1 384 | 1 245 | 1 049 | 890  | 756  | 611  | 512  |

|  |